# SN 2007mm
SN 2007mm – supernowa typu Ia odkryta 9 października 2007 roku w galaktyce A010546-0045. W momencie odkrycia miała maksymalną jasność 21,10m.